# Johan Sjöstrand
Johan Sjöstrand (* 26. Februar 1987 in Skövde) ist ein ehemaliger schwedischer Handballspieler.

## Karriere

### Verein
Sjöstrand wechselte 2003 von HK Country zu IFK Skövde HK. Ab 2005 stand der Torwart insgesamt 70-mal in der Elitserien zwischen den Pfosten. In der Saison 2009/10 spielte er beim deutschen Bundesligisten SG Flensburg-Handewitt. Anschließend wechselte Sjöstrand zum spanischen Verein FC Barcelona, wo er Nachfolger von David Barrufet wurde. Mit Barcelona gewann er 2011 und 2012 die Meisterschaft sowie 2011 die EHF Champions League. Sjöstrand wurde zu Schwedens Handballer der Saison 2010/11 gewählt. Nachdem sein Vertrag mit Barcelona im September 2012 aufgelöst worden war, unterschrieb er einen Vertrag beim dänischen Erstligisten Aalborg Håndbold. Mit Aalborg gewann er 2013 die dänische Meisterschaft. Ab 2013 spielte Sjöstrand beim deutschen Rekordmeister THW Kiel, mit dem er 2014 und 2015 die Deutsche Meisterschaft und 2014 den DHB-Supercup gewann. Anfang 2015 erkrankte Sjöstrand an Maltafieber, weshalb er ab März 2015 bis zum Saisonende 2014/15 pausieren musste. Ab der Saison 2015/16 hütete er das Tor der MT Melsungen.
Zur Saison 2020/21 wechselte Sjöstrand zum dänischen Erstligisten Bjerringbro-Silkeborg, bei dem er einen Dreijahresvertrag unterschrieb. Nach der Saison 2023/24 beendete er seine Karriere.

### Nationalmannschaft
Für die schwedische Nationalmannschaft hat Sjöstrand 96 Spiele bestritten. Zuvor war er in der schwedischen Jugend- und Juniorennationalmannschaft aktiv. 2007 gewann er mit der Nationalmannschaft die Junioren-Weltmeisterschaft. Bei den Olympischen Sommerspielen 2012 in London gewann er mit Schweden die Silbermedaille.

## Sonstiges
Sjöstrand, der an sechs Trabern beteiligt ist, gewann 2013 binnen eines Monats bei Pferdewetten umgerechnet 660.000 Euro.

## Bundesligabilanz
| Saison    | Verein                 | Spielklasse | Spiele | Tore | 7-Meter | Feldtore |
| --------- | ---------------------- | ----------- | ------ | ---- | ------- | -------- |
| 2009/10   | SG Flensburg-Handewitt | Bundesliga  | 31     | 0    | 0       | 0        |
| 2013/14   | THW Kiel               | Bundesliga  | 33     | 0    | 0       | 0        |
| 2014/15   | THW Kiel               | Bundesliga  | 26     | 1    | 0       | 1        |
| 2015/16   | MT Melsungen           | Bundesliga  | 25     | 1    | 0       | 1        |
| 2016/17   | MT Melsungen           | Bundesliga  | 28     | 3    | 0       | 3        |
| 2017/18   | MT Melsungen           | Bundesliga  | 29     | 2    | 0       | 2        |
| 2018/19   | MT Melsungen           | Bundesliga  | 34     | 0    | 0       | 0        |
| 2009–2019 | gesamt                 | Bundesliga  | 206    | 7    | 0       | 7        |

Quelle: Spielerprofil bei der THW Kiel